# Bank of America Corporate Center
Bank of America Corporate Center es un rascacielos de 871 ft (265 m) de altura situado en  Charlotte, Carolina del Norte. Cuando fue completado en 1992, se convirtió en el edificio más alto de Carolina del Norte, así como entre Filadelfia y Atlanta, Georgia; tiene 60 plantas. Es el 90.º edificio más alto del mundo. Diseñado por el arquitecto argentino César Pelli y HKS Architects, es el 26.º edificio más alto de Estados Unidos y el edificio más ampliamente conocido en el panorama urbano de Charlotte.
Algunas veces conocido localmente como el Taj McColl por el nombre del entonces presidente del North Carolina National Bank (NCNB) Hugh McColl, que fue responsable de la construcción de la torre, en un día claro la torre es visble a simple vista desde 35 millas (56 km) de distancia.

## Anuncio
El miércoles 10 de diciembre de 1986, NCNB anunció que construiría el que se convertiría en el centro corporativo. Promovido conjuntamente con Charter Properties, se anunció originalmente el proyecto como una torre de 50 plantas con un hotel de 350 habitaciones que se convertiría en el North Carolina Blumenthal Performing Arts Center. El diseño inicial de la torre de 50 plantas fue creado por Odell Associates, con sede en Charlotte. Su diseño incluía una torre circular completa con una cruz griega acostada en la parte superior para rendir homenaje a la intersección de las calles Trade y Tryon.
Adicionalmente, su construcción resultó en la demolición de una manzana completa rodeada por las Calles North Tryon, East Trade, North College y East 5th. Los edificios más notables perdidos en su construcción fueron la tienda Belk, construido en 1908, en East Trade y la tienda Efird's, construido en 1922, en North Tryon.

## Competición de diseño
El lunes 20 de julio de 1987, NCNB anunció a Lincoln Property como un socio colectivo para el proyecto. Con el equipo de desarrollo determinado, el proceso de contratar al arquitecto del proyecto comenzó en agosto de 1987.
Las firmas arquitectónicas que compitieron para el trabajo incluían a:
- I. M. Pei de Nueva York
- Skidmore, Owings and Merrill de Los Ángeles
- Cesar Pelli & Associates de New Haven, Connecticut
- HKS Architects de Dallas
- John Burgee Architects de Nueva York
- WZMH Group de Dallas
- Kohn Pederson Fox Associates de Nueva York[6]

El viernes 25 de septiembre de 1987, el presidente de NCNB Hugh McColl anunció que el diseño de Cesar Pelli había sido seleccionado para el proyecto. Adicionalmente, en la rueda de prensa se reveló que la torre tendría entre 55 y 60 plantas, que sería recubierto con granito y llamado oficialmente NCNB Corporate Center.
Tras ganar el contrato, su diseño fue desvelado al público ocho meses más tarde, el martes 14 de junio de 1988. El diseño final fue la torre actual de 60 plantas. Incluye una base de granito de 30 pies (9 m) en la calle North Tryon seguida por una fachada de granito beige rosado y cristal plateado elevándose completa con lados curvos. La torre gradualmente se estrecha con seis requiebros en las plantas 13, 44 y 53 en las esquinas y en las plantas 47, 56 y 60 en la cara mientras alcanza el pico de su corona, 871 pies (265 m) por encima de la calle Tryon.

## Construcción

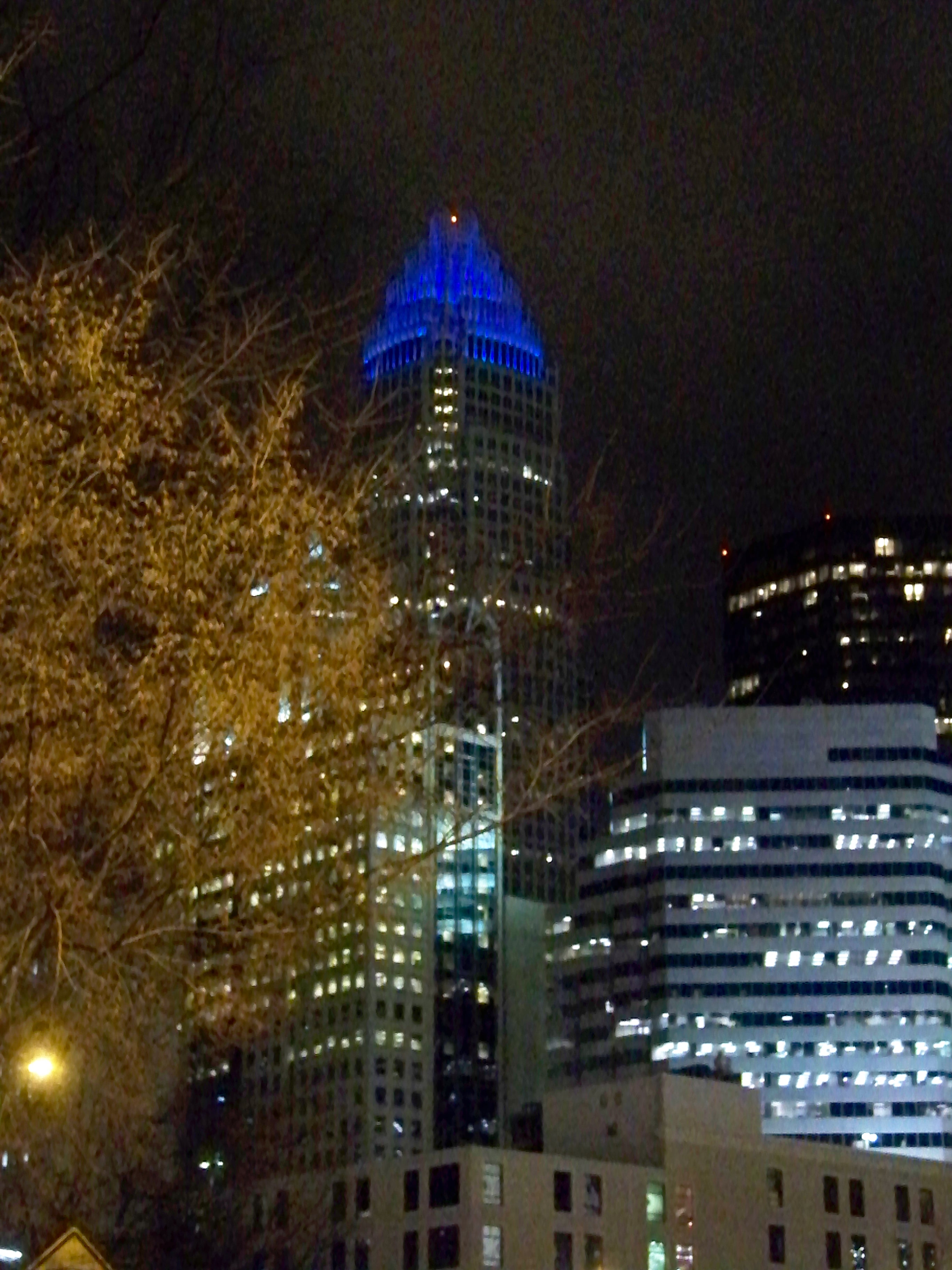
The Bank of America Corporate Center, con su corona iluminada en azul para un partido nocturno local de los Carolina Panthers.

El martes 3 de enero de 1989 comenzó la demolición en la parcela donde la torre se elevaría. Los trabajos de demolición llevarían más de siete meses para completarse antes de que la excavación pudiera comenzar. La preparación del terreno continuaría desde agosto hasta noviembre. Durante la excavación de los cimientos, los contratistas encontraron hilos y escamas de oro incrustados en piezas de granito retiradas del terreno. El descubrimiento no fue inesperado, ya que Charlotte fue el centro de la primera fiebre del oro de América durante la década de 1830.
El 19 de noviembre de 1989, se completó el vertido inicial de hormigón señalizando el comienzo de la construcción.
La losa de cimentación consiste en un delgado forjado que contiene 3.500 yardas cúbicas (2.700 metros cúbicos) de hormigón y 150 toneladas de acero reforzado en el centro de la torre. Los cimientos alcanzan 38 pies (12 m) bajo la calle Tryon en su punto más profundo, con la torre soportada por 36 pilares de hormigón y acero. Estos pilares son capaces de resistir las 150.000 libras de presión por pie cuadrado situadas sobre ellos por la estructura de 300 millones de libras.
Tras solo un par de meses, la construcción fue temporalmente detenida después de que el Huracán Hugo golpeara Charlotte con vientos de 90 mph (145 km/h) que causaron algunos daños en el lugar el 22 de septiembre de 1989.
En noviembre de 1990, la torre había alcanzado su planta 30 y como resultado había alcanzado el quinto puesto de edificio más alto de Charlotte. El miércoles 20 de marzo de 1991, la torre se convirtió oficialmente en el edificio más alto de Charlotte y Carolina del Norte cuando alcanzó una altura de 589 pies (180 m) en su planta 47, sobrepasando a One First Union Center, de 588 pies (179 m) de altura. La torre fue coronada oficialmente el miércoles 2 de octubre de 1991 con el último vertido de hormigón completado. Desde ese lugar, se instaló la corona de 95 pies (29 m) de altura con su finalización llegando en diciembre, dando a la torre su altura final de 871 pies (265 m).
En enero de 1992, la torre fue renombrada NationsBank Corporate Center para reflejar el cambio de nombre de NCNB en verano de 1991. El 1 de mayo, los primeros inquilinos se trasladaron a la torre con la iluminación inaugural de la corona teniendo lugar el 9 de mayo.
Completada en julio de 1992, su ceremonia oficial de dedicatoria tuvo lugar el sábado 17 de octubre de 1992. Las celebraciones de dicho día incluyeron entretenimiento, soldados de la 16.º Brigada de la Policía Militar de Fort Bragg haciendo rápel en la altura de la torre y exhibición de fuegos artificiales.

## Controversia con la Administración de Aviación
A pesar de ser aprobada por USAir y la autoridad aeroportuaria de que no suponía un peligro, el 15 de mayo de 1988, una decisión de la Federal Aviation Administration afirmó que la altura de la torre podría poner en peligro algunos vuelos que despegaran y aterrizaran en el Aeropuerto Internacional de Charlotte-Douglas. Una apelación del 12 de junio presentada en la oficina regional de la FAA en Atlanta confirmó la decisióon original resultando en que el caso fuera apelado a Washington. Aunque la FAA no pudo forzar a NCNB a detener la construcción de la torre, su "declaración de peligro a la navegación aérea" podría haber costado potencialmente a la ciudad millones en subvenciones al aeropuerto federal así como en impedir la capacidad de NCNB de garantizar seguros para la torre.
En diciembre de 1989, el tema fue resuelto cuando la FAA afirmó que ligeros cambios en los procedimientos de tráfico aéreo alrededor del edificio resolvería el peligro planteado por la torre de 871 pies (265 m) de altura. Con la influencia del diputado estadounidense Alex McMillan y el senador Ernest Hollings, la revocación de la  decisión original fue hecha tras revisión adicional por la FAA. Desde su construcción, no ha habido ningún incidente involucrando una aeronave y la torre. 

## Estado actual

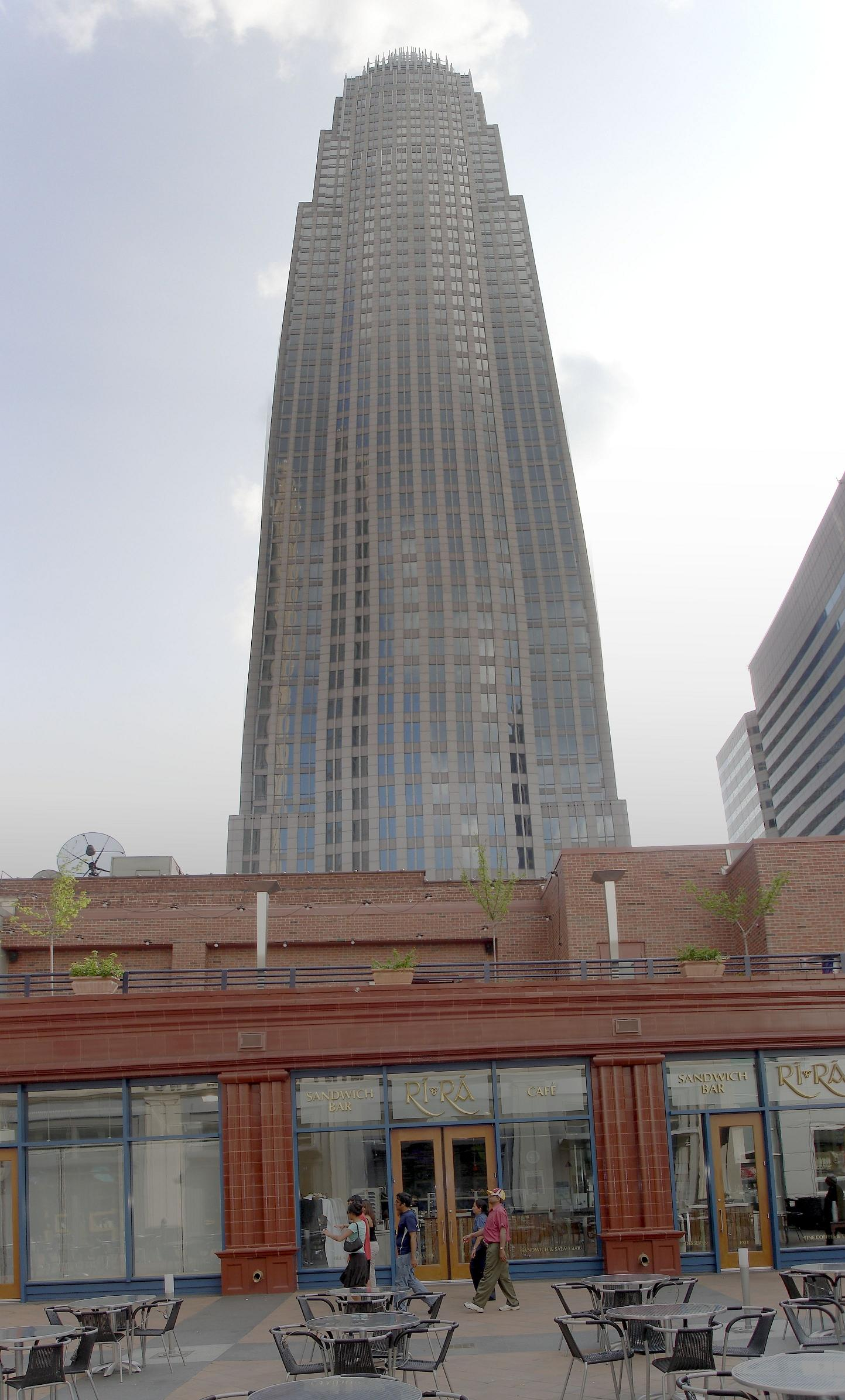
Bank of America Corporate Center, rascacielos más alto entre Filadelfia y Atlanta.

En la actualidad, Bank of America Corporate Center sirve como sede mundial de Bank of America.
El edificio fue originalmente la sede de NationsBank, que compró Bank of America y eliminó la sede de BankAmerica 555 California Street, entonces Bank of America Center, en San Francisco (California). McKinsey & Company es también un ocupante de la torre.
La aguja en forma de corona de Bank of America Corporate Center es el punto focal del edificio y lo hace destacar arquitectónicamente. Su aguja no refleja el exterior como Chrysler Building u otros; brilla desde dentro y en lugar de acero inoxidable hay cristal iluminado por focos, haciéndolo destacar de la mayoría de rascacielos del mundo. Bank of America comenzó a iluminar la parte superior de la corona de blanco a azul en honor de los Carolina Panthers, que fueron los campeones de la NFC en la NFL 2003.
Su vestíbulo presume de una obra de arte del artista Ben Long, uno de los frescos seculares más grandes del mundo. La obra llevó más de un año para completarse y fue pintada en el lugar usando la técnica tradicional de pintura al fresco.  
Conectada con la torre está el North Carolina Blumenthal Performing Arts Center, que contiene tres salas de actuaciones y tiene vistas de la torre desde varias claraboyas.
La dirección de Bank of America Corporate Center es 100 North de la calle Tryon, Charlotte, NC 28202.
El 20 de julio de 2005, Ken Lewis, entonces Jefe Oficial Ejecutivo, y Mr. Cyprian White, de la Oficina de Crédito del Bank of America, anunciaron la construcción de una nueva filial de 150 habitaciones de Ritz-Carlton situada dentro de Bank of America Corporate Center.

## En la cultura popular
- El edificio fue incluido en la película Shallow Hal, donde el protagonista, Jack Black, trabajaba. El edificio fue llamado "JPS Funds" para coincidir con la trama.

- El edificio puede ser visto en numerosas imágenes panorámicas de Charlotte en la película Nell.